# グリマッコ
グリマッコ（伊: Grimacco）は、イタリア共和国フリウリ＝ヴェネツィア・ジュリア州ウーディネ県にある、人口約300人の基礎自治体（コムーネ）。

## 名称
標準イタリア語以外では以下の名称を持つ。
- スロベニア語: Garmak

## 地理

### 位置・広がり
フリウリ地方のうち、スラヴィア・フリウラーナと呼ばれるスロヴェニア人の多く住む歴史的地域に属する。スロヴェニアとの国境が走っている。

#### 隣接コムーネ
隣接するコムーネは以下の通り。括弧内のSLOはスロベニア領を示す。
- カナル[4] (SLO)
- コバリード[5] (SLO)
- ドレンキア
- サン・レオナルド
- サヴォーニャ・ディ・チヴィダーレ
- ストレーニャ

### 気候分類・地震分類
グリマッコにおけるイタリアの気候分類 (it) および度日は、zona E, 2788 GGである。
また、イタリアの地震リスク階級 (it) では、zona 2 (sismicità media) に分類される。

## 行政

### 分離集落
以下の分離集落がある。名称はイタリア語／スロベニア語。
- Arbida/Arbida, Brida Inferiore/Dolenje Bardo, Brida Superiore/Gorenje Bardo, Canalaz/Kanalac, Clodig/Hlodič, Costne/Hostne, Dolina/Vodopivac, Grimacco Inferiore/Mali Garmak, Grimacco Superiore/Veliki Garmak, Liessa/Lesa, Lombai/Lombaj, Plataz/Platac, Podlach/Podlak, Rucchin/Zaločilo, Scale/Skale, Seuza/Seucè, Slapovicco/Slapovik, Sverinaz/Zverinac, Topolò/Topoluove, Ville di Mezzo (o Case Fanfani).